# Joseph Amuzu
Joseph Amuzu (18 augustus 2004) is een Belgisch voetballer met Ghanese roots die speelt voor FC Dordrecht.

## Clubcarrière
Amuzu sloot zich in 2014 aan bij de jeugdopleiding van KV Mechelen. In mei 2022 ondertekende hij er een tweejarig profcontract met optie op een extra jaar. Een halfjaar eerder had Wouter Vrancken hem al meegenomen op winterstage met de A-kern, nadat hij in december 2021 ook al een paar keer in de wedstrijdselectie van het eerste elftal zat als gevolg van een blessuregolf.
Op 9 mei 2022 verzekerden de beloften van KV Mechelen zich na een 4-0-zege tegen Lierse Kempenzonen van een plaatsje in de Tweede afdeling, mede dankzij de openingsgoal van Amuzu. Amuzu was in het seizoen 2022/23 een vaste waarde bij Jong KV Mechelen in de Tweede afdeling: hij speelde mee in 26 van de 34 competitiewedstrijden, waarvan slechts vier keer als invaller, en was daarin goed voor vier doelpunten. Tussendoor mocht hij tijdens de WK-break mee op stage met de A-kern naar San Pedro del Pinatar.
In de zomer van 2023 leende KV Mechelen hem voor een jaar uit aan zijn Nederlandse zusterclub Helmond Sport. Op 11 augustus 2023 maakte hij er zijn officiële debuut: op de openingsspeeldag van de Keuken Kampioen Divisie liet trainer Bob Peeters hem starten tegen Roda JC.
Medio 2024 stapte Amuzu over naar FC Dordrecht. Hij maakte zijn debuut voor de club op 9 augustus 2024, tegen FC Emmen. Hij kwam in de 68e minuut in de ploeg voor Joep van der Sluijs.

## Clubstatistieken
| Seizoen         | Club             | Land               | Competitie      | Competitie | Competitie | Beker | Beker | Supercup | Supercup | Europees | Europees | Totaal | Totaal |
| Seizoen         | Club             | Land               | Competitie      | Wed.       | Dlp.       | Wed.  | Dlp.  | Wed.     | Dlp.     | Wed.     | Dlp.     | Wed.   | Dlp.   |
| --------------- | ---------------- | ------------------ | --------------- | ---------- | ---------- | ----- | ----- | -------- | -------- | -------- | -------- | ------ | ------ |
| 2022/23         | Jong KV Mechelen | Vlag van België    | Tweede afdeling | 26         | 4          | —     | —     | —        | —        | —        | —        | 26     | 4      |
| 2023/24         | → Helmond Sport  | Vlag van Nederland | Eerste divisie  | 31         | 3          | 1     | 0     | —        | —        | —        | —        | 32     | 3      |
| 2024/25         | FC Dordrecht     | Vlag van Nederland | Eerste divisie  | 12         | 0          | 0     | 0     | —        | —        | —        | —        | 12     | 0      |
| Carrière totaal | Carrière totaal  | Carrière totaal    | Carrière totaal | 69         | 7          | 1     | 0     | 0        | 0        | 0        | 0        | 70     | 7      |

Bijgewerkt op 20 december 2024.

## Privé
- Amuzu is de vijf jaar jongere broer van profvoetballer Francis Amuzu. Ook hun vader Theophilus Amuzu was profvoetballer.[8]